# Platyrhacus riparius
Platyrhacus riparius är en mångfotingart som beskrevs av Carl 1902. Platyrhacus riparius ingår i släktet Platyrhacus och familjen Platyrhacidae. Inga underarter finns listade i Catalogue of Life.